# Andrea Pangrazio
Andrea Pangrazio (Budapest, 1º settembre 1909 – Roma, 2 giugno 2005) è stato un arcivescovo cattolico italiano.

## Biografia
Mons. Andrea Pangrazio nacque a Tàhtàszada in Ungheria il 1º settembre 1909 da Anna Rosele e da Domenico Pangrazio originari di Camporovere (Altopiano di Asiago). Quinto di sette fratelli, rientrò in Italia con la famiglia prima dell'inizio del primo conflitto mondiale.

### Ministero sacerdotale
Il 3 luglio 1932 ricevette l'ordinazione sacerdotale a Padova e fu scelto dal vescovo Carlo Agostini come segretario particolare. Negli anni seguenti il suo ministero si svolse particolarmente a servizio delle aggregazioni cattoliche: assistente regionale dell'Azione Cattolica Italiana delle Tre Venezie, vice assistente nazionale dei Laureati Cattolici, delegato vescovile dell'Azione Cattolica a Padova, assistente provinciale delle ACLI.

### Ministero episcopale
Nominato vescovo il 26 agosto 1953 da Pio XII, fu consacrato nella cattedrale di Padova il 4 ottobre seguente (col titolo di vescovo titolare di Cesarea di Tessalia e coadiutore di Verona) dal vescovo di Padova Girolamo Bartolomeo Bortignon.
Il 19 maggio 1955 fu nominato coadiutore di Livorno. Succedette alla medesima sede il 10 febbraio 1959 in seguito alla morte di mons. Giovanni Piccioni.
Il suo ministero episcopale fu caratterizzato da speciale attenzione al mondo del lavoro, dalla riorganizzazione territoriale delle parrocchie, dalla costruzione di nuove chiese, dalla solidarietà verso i bisognosi. Si dedicò alla formazione del Clero e dei laici.
Il 4 aprile 1962 fu promosso arcivescovo metropolita di Gorizia e Gradisca dove iniziò il suo ministero episcopale il 27 maggio successivo. Nel 1964 fondò il settimanale Voce Isontina, il cui primo numero uscì il 16 febbraio.
Questi anni furono contrassegnati dalla intensa partecipazione ai lavori del Concilio Vaticano II. Da ricordare in particolare, un suo intervento sul concetto di "gerarchia delle verità", che confluirà nel decreto Unitatis Redintegratio.
L'8 agosto 1966 fu nominato segretario generale della Conferenza Episcopale Italiana, incarico che ricoprì fino al 1972.
Il 2 febbraio 1967 fu nominato arcivescovo ad personam di Porto e Santa Rufina.
In questi anni l'attività della Conferenza assunse modalità e periodicità assai vicini a quelli attuali e fu avviata l'organizzazione della Segreteria Generale in uffici, in particolare con la costituzione dell'Ufficio Catechistico Nazionale. Da ricordare la pubblicazione del documento sul Rinnovamento della Catechesi (1970), l'approvazione della traduzione italiana della Bibbia per l'uso liturgico (1971), l'avvio della traduzione definitiva dei Libri Liturgici (1969), nonché l'approvazione del documento che ripristinava in Italia il Diaconato permanente (1970).
Il 6 settembre 1972 fu nominato visitatore dei seminari italiani. Con il compimento del 75º anno, nel dicembre 1984 in conformità alle norme canoniche, presentò la rinuncia al governo pastorale della diocesi di Porto e Santa Rufina. Gli ultimi venti anni della sua esistenza li ha vissuti nella Chiesa dove, da ultimo ha esercitato il suo ministero episcopale.
Morì il 2 giugno 2005 all'età di 95 anni.
Le spoglie mortali riposano nella cattedrale della sede suburbicaria di Porto e Santa Rufina.

## Genealogia episcopale
La genealogia episcopale è:
- Cardinale Scipione Rebiba
- Cardinale Giulio Antonio Santori
- Cardinale Girolamo Bernerio, O.P.
- Arcivescovo Galeazzo Sanvitale
- Cardinale Ludovico Ludovisi
- Cardinale Luigi Caetani
- Cardinale Ulderico Carpegna
- Cardinale Paluzzo Paluzzi Altieri degli Albertoni
- Papa Benedetto XIII
- Papa Benedetto XIV
- Cardinale Enrico Enriquez
- Arcivescovo Manuel Quintano Bonifaz
- Cardinale Buenaventura Córdoba Espinosa de la Cerda
- Cardinale Giuseppe Maria Doria Pamphilj
- Papa Pio VIII
- Papa Pio IX
- Cardinale Alessandro Franchi
- Cardinale Giovanni Simeoni
- Cardinale Antonio Agliardi
- Cardinale Basilio Pompilj
- Cardinale Adeodato Piazza, O.C.D.
- Vescovo Girolamo Bartolomeo Bortignon, O.F.M.Cap.
- Arcivescovo Andrea Pangrazio